# 3K87 Kortik
Le CIWS 3K87 Kortik (russe : Кортик) est un système de défense antiaérienne naval moderne déployé par la marine russe. Sa version d'exportation est connue sous le nom de Kashtan (russe : Каштан), avec la désignation OTAN CADS-N-1 Kashtan.
Le Kortik se trouve sur le porte-avions russe Amiral Kouznetsov, les croiseurs de bataille de la classe Kirov, les frégates de la classe Neoustrachimy, ainsi que les destroyers de classe Sovremenny de la marine chinoise, ainsi que d'autres modèles modernes. Généralement déployé en tant que système combiné de canon et de missile, il offre une défense contre les missiles antinavires, les missiles antiradars et les bombes guidées. Le système peut également être utilisé contre des aéronefs à voilure fixe ou tournante ou même des navires de surface tels que des navires d'attaque rapides ou des cibles à terre.
Le Kortik sera remplacé au sein des bâtiments de la marine russe par le CIWS Pantsir-M (en), qui utilise des canons rotatifs similaires mais des systèmes de missiles et de radar différents.

## Opérateurs

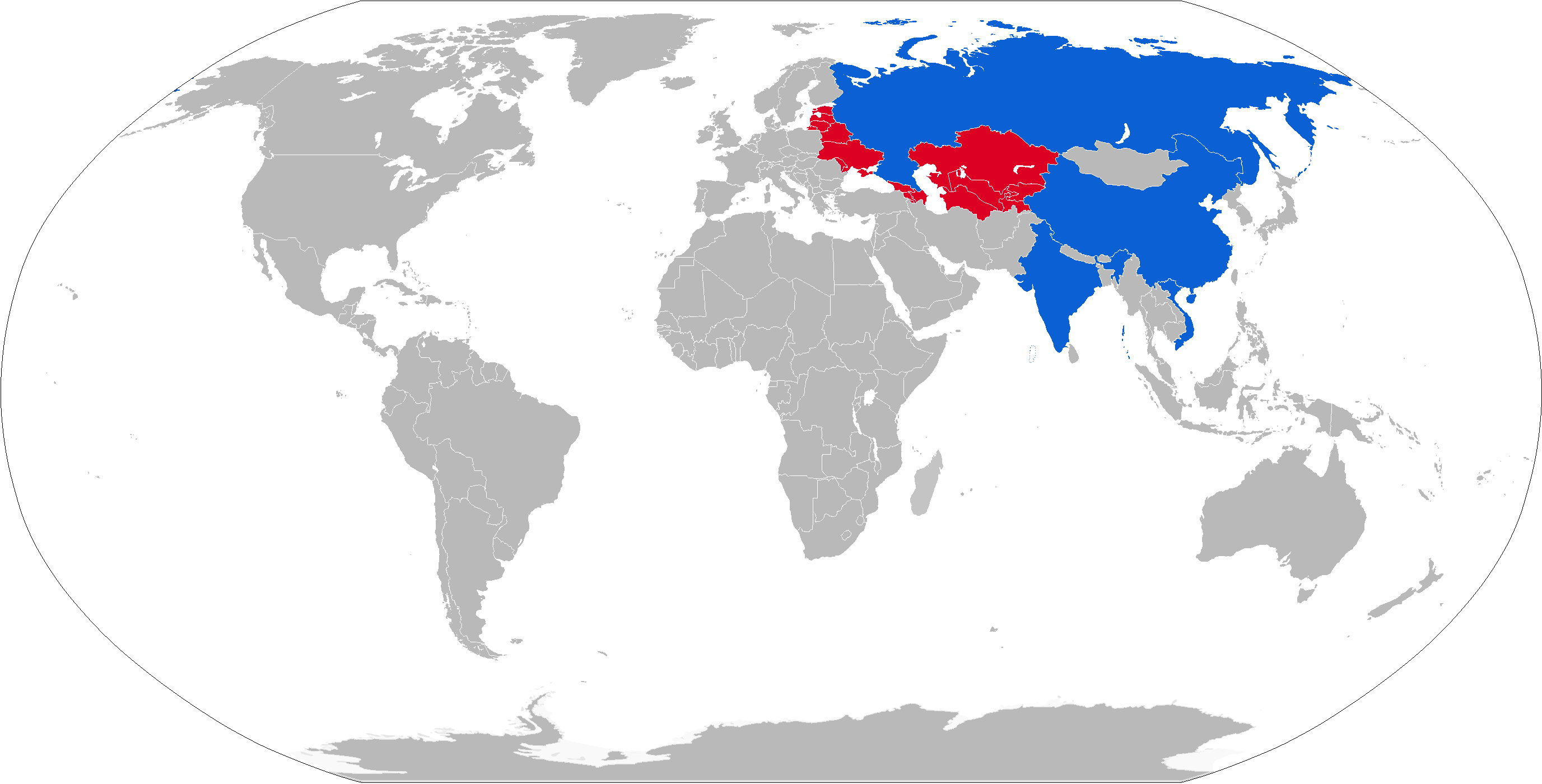
Carte des opérateurs du Kashtan en bleu et des anciens opérateurs en rouge.

### Opérateurs actuels
- Russie[3],[4]
- Viêt Nam[4]
- Inde

### Ancien opérateur
- Union soviétique[3]